# Diodora crucifera
Diodora crucifera is een slakkensoort uit de familie van de Fissurellidae. De wetenschappelijke naam van de soort is voor het eerst geldig gepubliceerd in 1891 door Pilsbry.